# Svarttjärnen (Lidens socken, Medelpad, 697156-156734)
Svarttjärnen är en sjö i Sundsvalls kommun i Medelpad och ingår i Indalsälvens huvudavrinningsområde.